# Chidiebere Nwakali
Chidiebere Nwakali (Nigeria, 26 de diciembre de 1996) es un futbolista nigeriano que juega como defensa para el Al-Sahel F. C. de Arabia Saudita.
Su hermano Kelechi Nwakali también es futbolista.

## Biografía
Comenzó su carrera futbolística en el Shuttle Sports Academy Nigeriano, donde le valió para hacerse un hueco en el fútbol europeo, siendo fichado por el Manchester City de la Premier League, aunque fue cedido en 2014 por una temporada al Atlético Malagueño para ir cogiendo minutos.
Una vez acabada la cesión, vuelve a ser cedido el último día de mercado de verano, esta vez a un equipo de fútbol profesional el Girona FC de la Segunda División de España.
Para la temporada 2015-16 fue cedido al IK Start Kristiansand.
A finales de agosto de 2018 firmó por el Raków Częstochowa polaco, donde solo estuvo dos meses.
En enero de 2019 firmó por el Kalmar FF hasta 2022. En febrero de 2020 fue despedido por incorporarse tarde tras el parón navideño.
Tras más de seis meses sin equipo, en septiembre firmó con el Tuzlaspor turco.

## Internacional
Fue integrante de la selección nigeriana que disputó y ganó la Copa Mundial de Fútbol Sub-17 de 2013 en Emiratos Árabes Unidos 2013.

Posteriormente jugó en la selección sub-20.

### Participaciones en Copas del Mundo
| Mundial             | Sede | Resultado | Partidos | Goles |
| ------------------- | ---- | --------- | -------- | ----- |
| Mundial Sub-17 2013 | EAU  | Campeón   | 7        | 1     |